# Albazino
Albazino (rusky Албазино) je vesnice v Skovorodinském rajónu Amurské oblasti Ruské federace. Bylo to první ruské sídliště na řece Amur, Albazinský ostroh, založené roku 1651.

## Geografie a doprava
Vesnice Albazino leží na levém břehu řeky Amur, na rusko-čínské hranici, a to jižně od města Skovorodino, sídla stejnojmenného rajónu. Po silnici (přes osady Lesnoj, Sredněrejnovskij, Tajožnyj a vesnici Džalinda) je od Skovorodina vzdáleno kolem 85 km. Na jih (po proudu Amuru) vede z Albazina silnice k vesnici Osežino. Nejbližší stanice Zabajkalské železnice je Rejnovo. Autobusová doprava spojuje Albazino se Skovorodinem.

## Historie

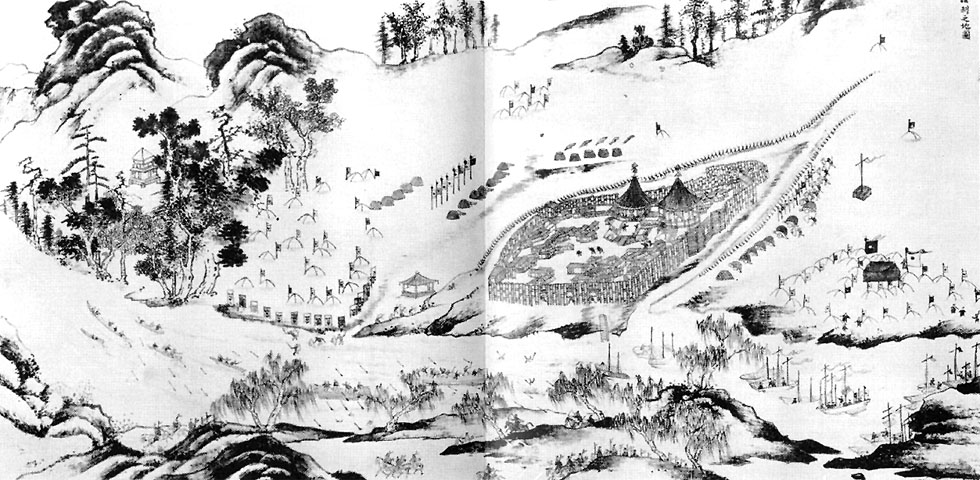
Čchingské vojsko obléhá Albazino, ilustrace čínské knihy z konce 17. století

Na podzim roku 1650 obsadil Jerofej Pavlovič Chabarov opevněné městečko daurského náčelníka Albazy (čínsky pchin-jinem Aerbaxi, znaky 阿尔巴西), rozložené na Amuru nedaleko od soutoku řek Šilka a Arguň, naproti ústí řeky Albazichy. Po odchodu Chabarovova oddílu následujícího jara sídlo zůstalo opuštěné, dokud se zde roku 1665 neusadili ruští kozáci, lovci a rolníci v čele s Nikiforem Černigovským, kteří odešli na Amur poté, co se vzbouřili proti ilimskému vojevodovi a zabili ho. Nejbližší představitelé ruského státu – správci Něrčinska – už roku 1666 Albazince v čele s Černigovským uznali za legitimní reprezentanty Ruska na horním Amuru. Albazin a okolní osady poté administrativně podléhaly Něrčinsku a odesílaly do Moskvy daň v kožešinách (jasak) vybranou od domorodců. Roku 1675 byl Černigovskij i jeho lidé za vraždu ilimského vojevody odsouzeni a vzápětí omilostněni.
Osídlení Albazinu a okolí rychle rostlo a začátkem 80. let už byl albazinský region nejvíce zasídlenou částí Zabajkalska. Celkem v Zabajkalí a Poamuří žilo začátkem 80. let cca 1500 mužů ruského osídlení a stovky žen a dětí. Z toho v Albazinu a okolí přes 200 kozáků a, podle různých odhadů, přes 300, přes 400 nebo kolem 500 rolníků, a několik set lovců, nájemných pracovníků a obchodníků. Na Amur samovolně přesídlilo tolik Rusů, až se sibiřské úřady od Jeniseje po Jakutsk začaly obávat vylidnění „svých“ regionů.
V Albazinu uvnitř opevnění stály dva kostely, úřední budovy, vojevodský dvůr a 53 budov obyvatel. Mimo opevnění žilo do padesáti rolníků. V okolí Albazinu – tj. od ústí Argunu níže v délce cca 300 verst (přes 320 km) – žili rolníci ve více než dvou desítkách obcí a osad. Nedaleko (5 km) od Albazinu stál klášter s vlastními polnostmi. Oseto bylo přes 1000 děsjatin (přes 1000 ha) polí, roku 1686 v podmínkách války 500 desjatin; v oblasti stálo několik mlýnů. Rolníci měli nemalé množství dobytka: roku 1685 Mandžuové zabavili Albazincům přes 2000 hlav skotu. Obilí se vyváželo do Něrčinska. Zemědělství se rozvíjelo s minimální státní podporu. Rozvíjel se i lov, v sezóně 1684/85 desetiprocentní daň ze sobolů ulovených ruskými lovci (401 sobolů) téměř dosáhla výše jasaku vybraného v albazinské oblasti od domorodců (425 sobolů)
V letech 1679–1680 albazinští kozáci podle příkazu z Něrčinska postavili menší ostrohy na středním Amuru v povodí Zeji  – roku 1679 Selemdžinský v ústí Selemdži a Verchnězejský na horním toku Zeji, a roku 1680 Dolonský na Zeje v ústí Dolonky.
Roku 1682 ruská vláda zřídila Albazinské vojevodství, které zahrnovalo Poamuří na obou březích řeky od soutoku Šilky a Arguni po Zeju. Správu vojevodství převzal Alexej Larionovič Tolbuzin, který do Albazinu přijel roku 1684.
Mandžuská říše Čching od poloviny 40. let 17. století dobývající Čínu se také od 40. let snažila vytlačit Rusy z Poamuří. Začátkem 80. let Čchingové potlačili povstání v Číně a přenesli pozornost na sever. Po několikaletých přípravách roku 1685 vytáhla na Albazin čchingská armáda o 15 tisících mužů s 200 kanóny. Pevnost bránilo 450 kozáků pod vojvodou Tolbuzinem, udrželi se pouze několik dní, pak byl Albazin dobyt a zničen. Čchingská armáda se poté vrátila na jih. Rusové ovšem v létě 1686 Albazin obnovili. Čchingský císař Kchang-si nařídil nový útok s posilami až z Fu-ťienu. V květnu 1686 čchingská armáda dorazila k Albazinu a zaútočila něj, měla několik tisíc mužů se 40 kanóny. Rusů tentokrát bylo na tisíc, měli tucet děl a vybudovali silné opevnění. Pod velením Afanasije Bejtona se úporně bránili do poloviny roku 1687, kdy čchingský císař Kchang-si nechal obléhání ukončit a dal přednost diplomatickému jednání. To už Albazin bránilo jen 66 kozáků. I po skončení obležení Čchingové pustošili albazinské zázemí.
Po podepsání Něrčinské mírové smlouvy roku 1689, podle které oblast připadla říši Čching, Rusové Albazin vyklidili.
Podle Ajgunské smlouvy z roku 1858 severní břeh Amuru opět připadl Rusku. Během ruského osidlování Poamuří v 19. století byla na místě Albazina založena kozácká stanice. Začátkem 20. století v ní žilo kolem 600 obyvatel.

## Pamětihodnosti
Částečně se zachoval albazinský ostroh, na místě kterého byl roku 2011 obnoven archeologický výzkum v rámci projektu Albazinské archeologické expedice.

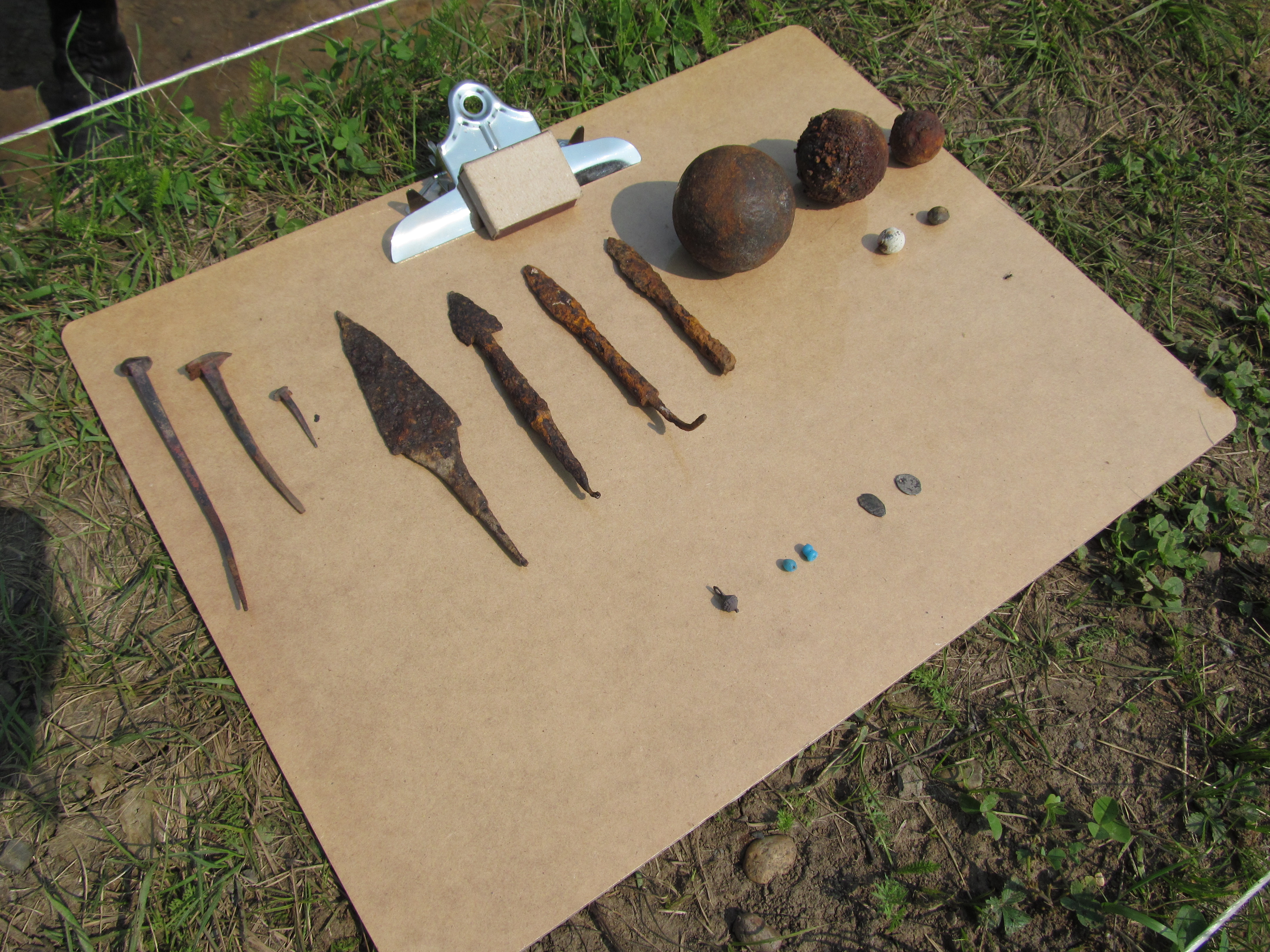
Nálezy Albazinské archeologické expedice
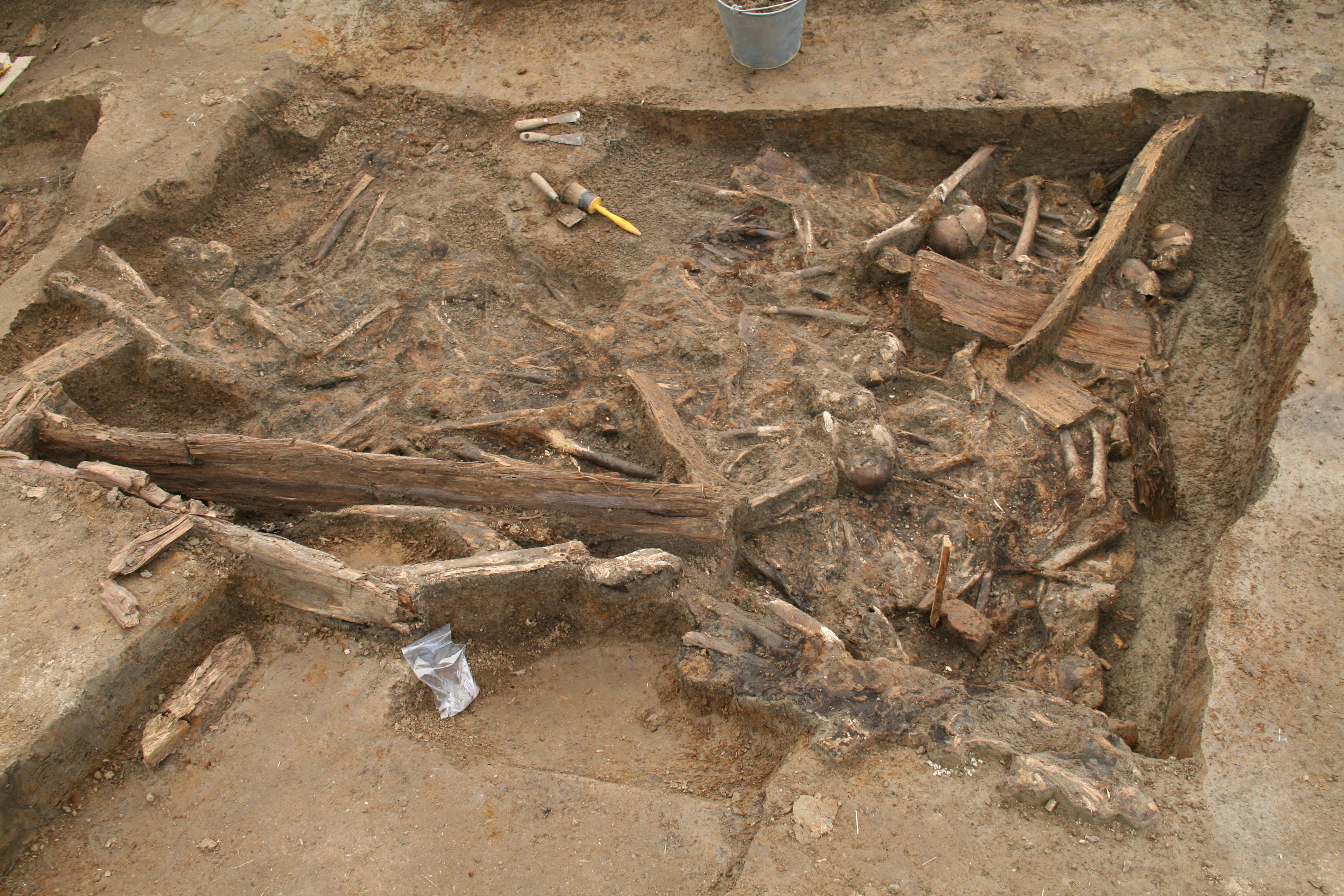
Masový hrob odkrytý v areálu ostrohu
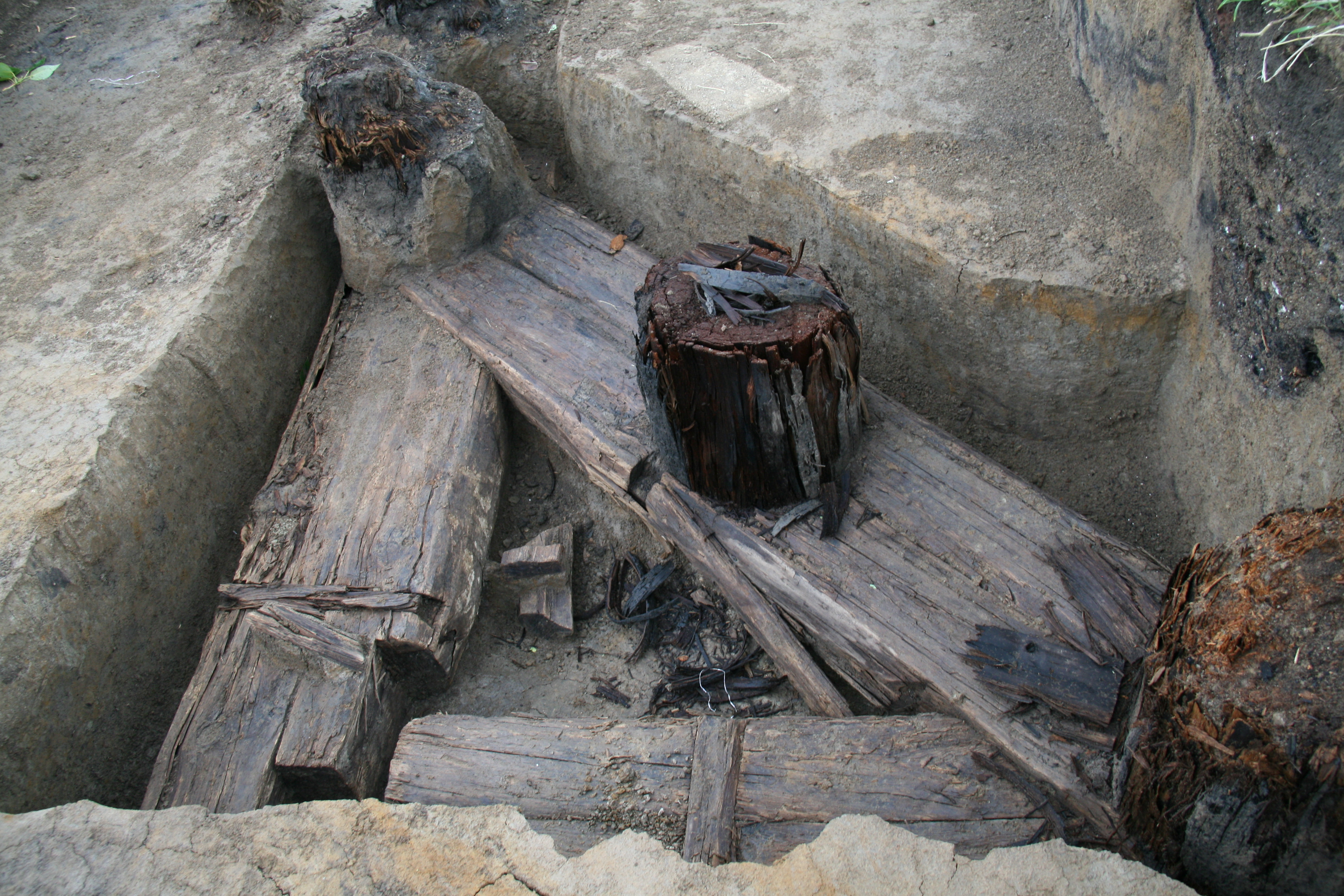
Základy dřevěné stavby, snad kostela
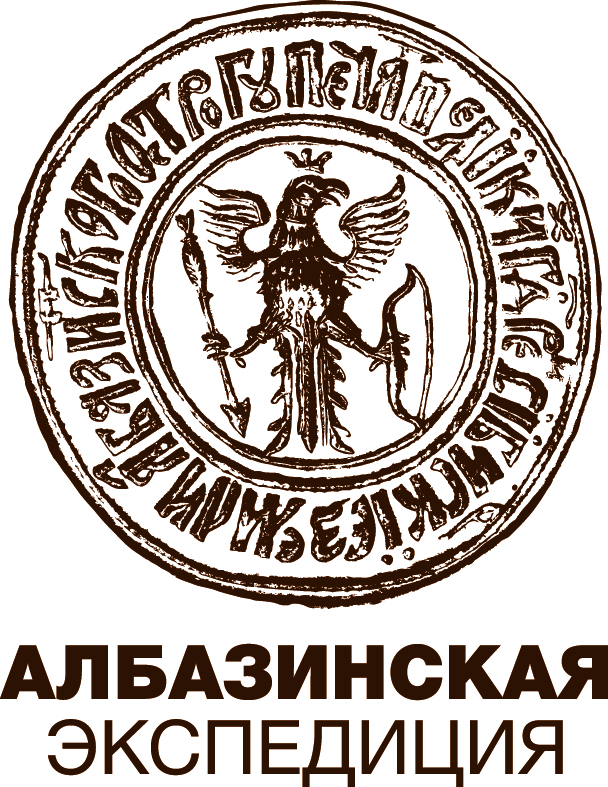
Logo Albazinské expedice, obsahující kresbu pečeti albazinského ostrohu z let 1682–1689. [pozn. 1]